# Bernard Lee
John Bernard Lee (Condado de Cork, 10 de enero de 1908 - Londres, 16 de enero de 1981) fue un actor inglés, conocido sobre todo por haber encarnado a M en las primeras once películas de la franquicia James Bond, producidas por Eon Productions. Su trayectoria en el séptimo arte consiguió extenderse desde 1934 a 1979, a pesar de haber realizado su debut en teatro a los seis años. Lee cursó en la Real Escuela Superior de Arte Dramático de Londres.
En total, Lee apareció en más de cien películas, así como en realizaciones teatrales y televisión. Fue conocido más que nada por encarnar figuras autoritarias, a menudo interpretando militares o policías; entre lo más destacado de su carrera se encuentran cintas como El tercer hombre, The Blue Lamp, La batalla del Río de la Plata, o Cuando el viento silba.
Lee falleció a causa de un cáncer de estómago el 16 de enero de 1981, a los setenta y tres años.

## Biografía
Nacido en Londres, estudió en la "Real Academia de Arte Dramático". Durante los años 30 actuaba la mayor parte del tiempo en el escenario, pero después de la Segunda Guerra Mundial desarrolló una exitosa carrera cinematográfica, incluyendo filmes como The Third Man en (1949), Beat the Devil de (1953), The Battle of the River Plate de (1956), Dunkirk de (1958) y Whistle Down the Wind de (1961).
Lee también protagonizó la serie televisiva de 1976, Beauty and the Beast con George C. Scott. Un año más tarde protagonizó el programa televisivo A Christmas Carol interpretando al fantasma de la Navidad presente. Él fue el abuelo del actor británico Jonny Lee Miller.

## James Bond
En las películas de Bond, el personaje de Lee era M, también conocido como Almirante Sir Miles Messervy (sólo nombrado como "M", "Miles" o "Almirante" en sus apariciones en pantalla), el irascible jefe de Bond que lo manda a cumplir sus misiones. Lee fue sucedido por Robert Brown, Judi Dench, una amiga de Lee, interpretaría el papel de una nueva "M", debutando en 1995 haciendo algunas referencias a su predecesor, en las cuales se incluyen una pintura al óleo de Lee vista en el cuartel general del MI6 (un castillo escocés).
Bernard Lee protagonizó once filmes de la saga.
- Dr. No (1962)
- Desde Rusia con amor  (1963)
- Goldfinger (1964)
- Operación Trueno (1965)
- Sólo se vive dos veces (1967)
- On Her Majesty's Secret Service (1969)
- Diamonds Are Forever (1971)
- Vive y deja morir (1973)
- El hombre de la pistola de oro (1974)
- La espía que me amó (1977)
- Moonraker (1979)

## Fallecimiento
En enero de 1981, Lee murió después de luchar contra el cáncer estomacal, mientras preparaba su rol para la película For Your Eyes Only (1981). Por respeto, ningún actor fue asignado a reemplazarlo en su papel.